# Robert Dubreuil
Pour les articles homonymes, voir Dubreuil.
Robert Dubreuil, né le 20 avril 1967, patineur de vitesse sur piste courte québécois.

## Carrière
Né à Sainte-Foy le 20 avril 1967, Robert Dubreuil se met au patinage de vitesse sur pistes courte et longue.
Il représente le Canada aux épreuves de patinage de vitesse sur piste courte aux Jeux olympiques de 1988. Il représente ensuite le même pays en patinage de vitesse aux Jeux olympiques de 1992 et y arrive quatorzième au 500 mètres hommes.
Il devient ensuite président de la fédération québécoise du patinage de vitesse, qui englobe les deux disciplines.